# Ludwig von Struve

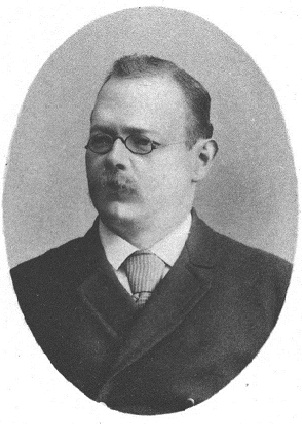
Ludwig von Struve 1901

Gustav Wilhelm Ludwig von Struve (* 20. Oktoberjul. / 1. November 1858greg. in Pulkowo bei Sankt Petersburg, Russisches Kaiserreich; † 4. November 1920 in Sewastopol) war ein deutsch-baltischer Mathematiker und Astronom.

## Leben
Struve war der Sohn des Astronomen Otto Wilhelm von Struve und Bruder des Astronomen Hermann von Struve. In den Jahren 1876 bis 1880 studierte er an der Kaiserlichen Universität Dorpat Mathematik und Astronomie. Danach arbeitete er an der Sternwarte Dorpat.
In den Jahren 1883 bis 1885 studierte Struve in Berlin, Mailand und Leipzig. Dieses Studium schloss er 1886 in Dorpat ab. Im darauffolgenden Jahr promovierte er dort auch. Während er weiter an der örtlichen Sternwarte arbeitete, bereitete er seine Habilitation vor.
1894 nahm er dann als a. o. Prof. für die Fächer Astronomie und Geodäsie einen Ruf an die Universität Charkiw in der Ukraine an und übernahm die Leitung der dortigen Sternwarte. 1897 wurde er zum ordentlichen Professor ernannt. Sein Hauptwerk war die Untersuchung der irdischen Präzessionsbewegung.
In Charkow wurde sein Sohn, der spätere Astronom Otto von Struve, geboren.
1919 übernahm er einen Lehrstuhl an der Tauris-Universität in Simferopol.
Sein Sohn Otto diente während der Russischen Revolution als Offizier in der Weißen Armee.
Am 4. November 1920 starb Ludwig von Struve im Alter von 62 Jahren in Sewastopol. Er befand sich gemeinsam mit seinem Sohn auf der Flucht vor den roten Truppen.

## Werke
- Bestimmung der Constante der Präzession und der eigenen Bewegung des Sonnensystems. Eggers, St. Petersburg 1887.
- Resultate aus den in Pulkowa angestellten Vergleichungen von Procyon mit benachbarten Sternen. Eggers, St. Petersburg 1883. (Digitalisat)
- Über die Präzession und der eigenen Bewegung der Sonne. - Charkow : Selbstverl., 1901